# Szalay Sándor (iskolaigazgató)
Szalay Sándor (Kerecseny, Zala megye, 1856. október 22. – Nagykanizsa, 1934. október 27.) állami elemi iskolai igazgató.

## Élete
Szalai László és Horváth Regina földbirtokos szülők gyermeke. Tanulmányait Veszprémben, a tanítóképzőt 1873-tól 1876-ig Csurgón végezte. Még azon évben a nagykanizsai községi elemi iskolához választották meg segédtanítónak, majd rendes tanítónak, ahol később mint igazgató működött. A nagykanizsai járás tanítói körének elnöke volt. Halálát aggkori végkimerülés okozta. Felesége Péter Ida volt.
Prózai és verses dolgozatai a Zala (1877-80.) és Zalai Közlöny (1882-től) című lapokban jelentek meg; 1884-ben egy beszélyével a Magyar Állam pályázatán 100 forint második jutalmat nyert. 1888-ban ismét a Zala című politikai lapnál belmunkatárs lett.
Álnevei: Kerecsenyi és Vas Álmos (a Zalában és Zalai Közlönyben).

## Munkái
- Költemények. Nagy-Kanizsa, 1880.
- Angyal és ördög. Uo. 1885. (Beszélyek).
- Vihar gyöngyök. Történeti elbeszélés. Pozsony, 1893. (Hazafias könyvtár 8.).
- Hullám Ágnes. Népdráma 3 felv. Nagy-Kanizsa, 1895.
- Elemi földrajz a zalavármegyei elemi népiskolák III. osztálya számára. Uo. 1897. (2. kiadás 1898., 3. k. 1902 Uo.).
- A hűséges feleség. Tört. elbeszélés. Pozsony, 1898. (Hazafias Kvtár 32.).
- Nemzeti küzdelmek. Tört. elb. Pozsony, 1898. (Hazafias K. VII.).
- A Darvas-fiúk utazása Zalában. Bpest, 1907.

Szerkesztette a Zalai Közlönyt 1882-től 1885-ig, ezután a Zalai Tanügyet szerkesztette egy évig Nagykanizsán.